# دوباتیا کالالاوئنسیس
دوباتیا کالالاوئنسیس (نام علمی: Dubautia kalalauensis) نام یک گونه از تیره کاسنیان است.